# Herb Golczewa
Herb Golczewa – jeden z symboli miasta Golczewo i gminy Golczewo w postaci herbu.

## Wygląd i symbolika

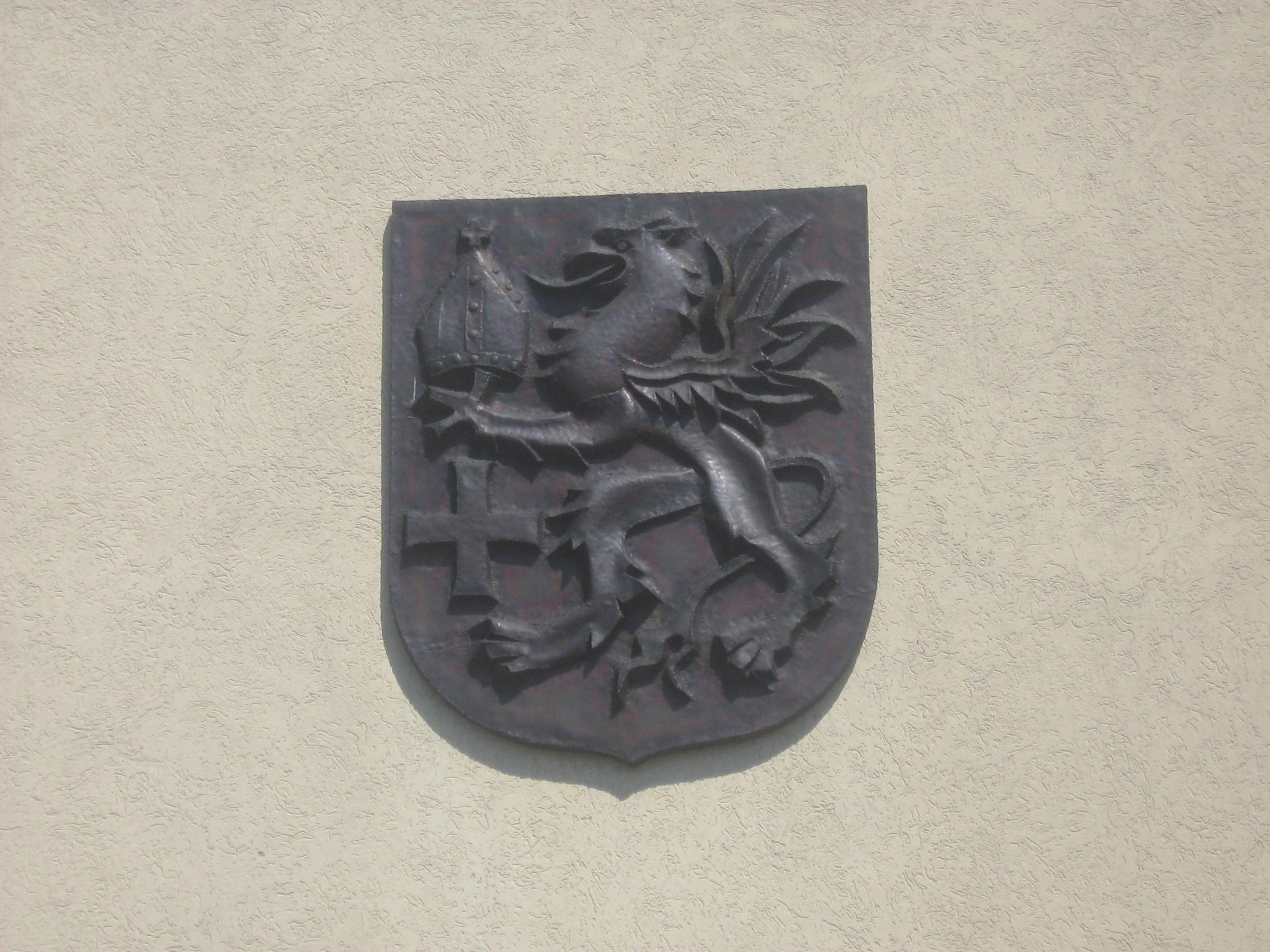
Herb na jednej z kamienic w mieście

Herb przedstawia na srebrnej tarczy wizerunek czerwonego gryfa pomorskiego w pełnej postaci, zwróconego w heraldycznie prawą stronę, trzymającego w wyciągniętej łapie mitrę biskupią koloru zielonego z ozdobnymi złotymi taśmami, zwieńczoną niewielkim złotym krzyżem. Poniżej łapy gryfa znajduje się równoramienny czerwony krzyż.